# Raoul Weckbecker
Raoul Weckbecker, född den 16 juli 1898 i Mersch, död den 6 oktober 1978 i Luxemburg, var en luxemburgsk bobåkare. Han deltog vid olympiska vinterspelen 1928 i Sankt Moritz och placerade sig på 20:e plats. Han deltog även i olympiska vinterspelen 1936 i Garmisch-Partenkirchen som bobåkare och kom på 22:a plats och sista plats. Han kom inte i mål i störtloppet i alpina kombinationen.